# Kafkapaviljongen
Kafkapaviljongen är en roman av Tony Samuelsson utgiven 2014. Den är, liksom den föregående romanen Jag var en arier, en alternativhistoria och idéroman som skildrar ett Sverige efter att Tyskland vunnit andra världskriget.

## Handling
Romanen handlar om författaren Sigge Eriksson som tillsammans med kollegor som Stig Dagerman och Eyvind Johnson deltar i kampen för demokratin på 1940-talet. Efter krigsslutet blev han fängslad, men en tid av självrannsakan fick honom ändå att ansluta till nazismen. På 1970-talet är han en motvilligt upphöjd intellektuell i en nazistyrd kulturelit som han tvingats in i. Han börjar skriva ned sina minnen och inser att han blivit en del av det system han ville bekämpa.

## Mottagande
Romanen fick ett positivt mottagande av många kritiker. I Aftonbladet skrev Åsa Linderborg:  "Jag tror inte att jag tidigare har använt ordet genialt om en nutida svensk romanförfattare men den här gången vill jag göra det. Jag var en arier var bra, men Kafkapaviljongen - som absolut kan läsas fristående - är formidabel. Ett plågsamt viktigt budskap smälter samman med ett lika sinnrikt som skickligt hantverk. Resultatet är originellt och sensationellt..."

### Fotnoter
1. ↑  Åsa Linderborg (20 mars 2014). ”Så hade Sverige varit som ett naziland” (på svenska). Aftonbladet. https://www.aftonbladet.se/kultur/bokrecensioner/article18574741.ab. Läst 2 maj 2018.